# 寶鋆
寶鋆（1807年—1891年），字銳卿，號佩蘅，晚號群玉、山樵，索綽絡氏，滿洲鑲白旗人。晚清大臣，武英殿大学士，进士出身。

## 生平
寶鋆于道光十八年（1838年）进士。咸丰时曾任内阁学士、礼部右侍郎、总管内务府大臣。同治时，任军机大臣，并充总理各国事务衙门大臣、体仁阁大学士。與恭親王、文祥等自同治初年掌管樞務，是洋务运动时中央的主要领导者之一。光绪年间，为武英殿大学士，死后，谥“文靖”。
著有《佩蘅詩鈔》12卷、《同治朝籌辦夷務始末》。早年参与编纂《清宣宗成皇帝实录》，又任《清文宗显皇帝实录》总裁官之一，以及《清穆宗毅皇帝实录》监修总裁官。同治四年（1865）乙丑科会试主考官。

### 道光年间
寶鋆爲道光十八年（1838年）進士，授禮部主事，擢中允。三次升迁至侍讀學士。

### 咸丰年间
咸豐二年（1852年），太平军进入湖广，寶鋆上疏请求鄰近各省力行堅壁清野之策。咸丰四年（1854年），第十三赛音诺颜汗车林多尔济去世，寶鋆受命前往赛音诺颜部賜奠，謝絕蒙古人赠送的财物，受到蒙古人尊敬。回朝后升任內閣學士。咸丰五年（1855年），调任禮部右侍郎，兼正紅旗蒙古副都統，再調戶部。咸豐八年（1858年），主持浙江鄉試时，因扩大录取名额增录官生一名而违反规章制度，被降一級留任，咸丰帝下諭说：“寶鋆向来以果敢自命，也是同样顾及私情。”特别严厉斥责。
咸豐十年（1860年），奉命赴天津驗收海運漕糧，又前往通州检查，屡次上疏请求制定杜绝弊端的章程，並弹劾監督貽誤，咸丰帝批准。之后，任總管內務府大臣。時逢第二次鸦片战争，英法聯軍入侵北京，咸豐帝逃往熱河，命提庫銀二十萬兩，修葺行宮。寶鋆認為國用方亟，堅持反對。咸豐帝大怒，准备嚴譴，適逢寶鋆管轄之三山皇家园林被英法聯軍劫掠，咸豐帝降詔深切譴責，降五品頂戴。一个月後，因寶鋆巡防北京劳苦，而官复原职，再兼任鑲紅旗護軍統領，又兼署正紅旗漢軍都統、左翼前鋒統領。咸豐十一年（1861年），咸豐帝崩於熱河，同治帝回京，寶鋆以戶部右侍郎在軍機大臣上行走，旋兼總理各國事務衙門大臣。

### 同治年间
同治元年（1862年），任正白旗滿洲都統，轉任戶部左侍郎，不久，升任戶部尚書。同治二年（1863年），寶鋆上奏弹劾壽莊公主府首領太監張玉蒼出言无忌，張玉蒼最终被依法处置。同治三年（1864年），慈禧、慈安两宫皇太后命大臣輪班進講《治平寶鑑》，寶鋆参与其中。清军攻克天京后，寶鋆因辅佐之功，加太子少保，受賜花翎。同治四年（1865年），受命佩帶內務府印鑰。随后以中枢事务繁多，请求解除內務府大臣职务，两宫皇太后批准。
自清政府設立總理各國事務衙門后，开始设置同文館，学习西學，招来非议。同治六年（1867年），都察院代奏職員楊廷熙上書請求裁撤同文館，奏疏称恭親王奕訢及寶鋆等等人專擅挾持，於是寶鋆同恭親王请求罢值军机听候查办，两宫皇太后溫詔慰留。同治七年（1868年），直隶东部捻军肅清，加軍功二級。同治十一年，調任吏部尚书。同治帝亲政后，加太子太保。同治十二年（1873年），兼翰林院掌院學士，以吏部尚書協辦大學士。随后調任兵部尚书，担任體仁閣大學士，管理吏部。

### 光緒年间
光緒三年（1877年），寶鋆晉武英殿大學士。光緒四年（1878年），新疆平定，一并予以優敘。自文祥死后，議論益紛，編修何金壽因旱災弹劾中枢大臣没有尽忠职守，请求加以訓責，两宫皇太后下詔斥责恭親王、寶鋆等人目睹时局艰难，却毫無補救，予以革職，加恩改为留任。光緒五年（1879年），晉太子太傅。又因《清穆宗實錄》完成，将其子景灃提升为郎中，侄子景星 (清朝)賜舉人。光绪七年（1881年），詹事府庶子陳寶琛以星變上奏，专门弹劾寶鋆 ，请求仿效汉朝因灾异免除三公旧例，立即将其罢免，慈禧太后没有同意。 
光緒十年（1884年）三月，軍機大臣自恭親王以下同日斥罷，慈禧太后下詔说：「寶鋆入直最久，責備宜嚴，姑念年老，特錄前勞，全其末路，以原品休致。」光绪十二年（1886年），慈禧太后懿旨加恩，寶鋆改以大學士退休，享受一半俸禄。寶鋆退休後，不时同恭親王在西山遊覽唱和。光緒十七年（1891年）逝世，光绪帝下诏赞扬他「忠清亮直，練達老成」，追赠太保，諡文靖，入祀賢良祠。朝廷提升其子景灃为四品京堂，賜其孫蔭桓为舉人，并派遣貝勒載瀅祭奠。

## 家庭
- 曾祖色得禮。
- 祖父德明阿。祖母伊爾根覺羅氏。
- 父長春。母舒穆禄氏。胞兄骁骑校慶安（妻瓜爾佳氏），其子玉森（妻范氏），孙儿光绪己卯举人、户部郎中錫廉（字潔菴），孙儿护军校錫堃（字載之）。
- 族兄麟魁，道光六年（1826）進士，兵部尚書。
- 胞兄寶福（字介田），寶栴（字友梅）。寶森（字香吏）；其子景晟（隶鑲白旗滿洲特通額佐領下），妻愛新覺羅氏（父鑲黃旗蒙古副都統奉恩將軍奕慶，先祖恭勤貝勒胤祜即康熙帝之二十二子）。
- 妻瓜爾佳氏、碧鲁氏。
- 养子景灃（字東甫，1853-？；生父寶福），光绪三十三年广州将军、光绪三十四年（1908）总管內務府大臣，著有《寶文靖公鋆行述》。妻塞克图氏，总管内务大臣师曾侄女，诺敏 (乾隆进士)玄孙女。
- 女儿伯蘭（母瓜爾佳氏），嫁光緒丁酉拔貢、内务府正黄旗满洲葉赫顏札氏毓廉（字清臣）（著有《清谿草稿詩集》；胞兄光緒五年（1879）己卯科舉人毓俊（字赞臣），著《友松吟館詩鈔》，妻輝發那拉氏（胞伯道光二十一年进士麒慶）；胞兄山西巡撫毓賢；胞姊葉赫顏札氏嫁内务府正白旗汉军、嘉慶十三年戊辰（1808）科進士李恩繹之孙李仲山；胞姊葉赫顏札氏嫁鑲紅旗滿洲、光緒乙未科進士舒舒覺羅氏錫鐸（胞兄光緒丁丑科進士錫元）；父道光甲午科舉人賡颺；祖父道光丙戌科進士祥安（又祥紱，字履泰），著有《守約齋文集》六卷）。
- 胞侄景曾。妻馬佳氏（胞兄镶黄旗满洲、咸豐六年（1856年）丙辰科进士紹祺）。
- 堂侄景星 (清朝)，钦赐科举人，任湖北巡抚、福州将军。
- 孙儿光緒戊戌科進士蔭桓（字笛樓）。
- 孙女索綽絡氏，嫁光緒丁酉科舉人、镶蓝旗满洲宗室榮文（祖父道光癸未進士、駐藏幫辦大臣海樸，曾祖嘉庆七年进士惠端）。

## 外部連結
- 寶鋆 資料連結 （页面存档备份，存于） 中研院史語所

| 官衔        | 官衔                                                                                    | 官衔            |
| ----------- | --------------------------------------------------------------------------------------- | --------------- |
| 前任： 英桂 | 清朝兵部滿尚書 同治十三年八月癸酉 - 同治十三年十一月己酉 1874年9月13日 - 1874年12月18日 | 繼任： 賡壽     |
| 前任： 文祥 | 吏部滿尚書 同治十一年六月甲子－同治十三年八月癸酉 1872年7月16日 - 1874年9月13日         | 繼任： 英桂     |
| 前任： 瑞常 | 清朝戶部滿尚書 同治元年二月辛酉 - 同治十一年六月甲子 1862年3月8日 - 1872年7月16日       | 繼任： 宗室載齡 |